# Cerovo (hrad)
Cerovo (též Litava) je zřícenina hradu na Slovensku. Z hradu se dochovaly pouze nepatrné zbytky. Nacházejí se na kopci Pustý hrad nad obcí Cerovo. První písemná zmínka o hradu pochází z roku 1276. K jeho zničení došlo zřejmě v první polovině 14. století, kdy místní župani válčili mezi sebou. Na tři kilometry vzdáleném vrcholu byl postaven nový hrad, který byl následně pojmenován Čabraď.